# Тувинская детская библиотека
Тувинская республиканская детская библиотека имени К. И. Чуковского (ТРДБ) — государственное бюджетное учреждение, центральная региональная детская библиотека Республики Тыва, расположенная в Кызыле.

## История
Была открыта в 1970 году; имеет фонд открытого доступа на абонементе, предназначенный для читателей 5-11 классов, и читальный зал на восемь мест. Кроме того, в структуру библиотеки входят справочно-библиографический и краеведческий отделы.